# Хвастанцев, Михаил Поликарпович
Михаи́л Полика́рпович Хвастанцев (11 ноября 1919, Орловский уезд, Вятская губерния — 21 августа 1942, Красноармейский район, Сталинградская область) — исполняющий обязанности командира огневого взвода 43-го гвардейского артиллерийского полка 15-й гвардейской стрелковой дивизии 57-й армии Юго-Западного фронта, гвардии сержант. Герой Советского Союза.

## Биография
Родился 11 ноября 1919 года в деревне Михоньки в семье крестьянина. Русский. В 1920-е годы семья переехала жить в Красноярский край. Образование неполное среднее. Работал трактористом в колхозе.
В Красную Армию призван Минусинским райвоенкоматом Красноярского края в 1939 году. Участник Великой Отечественной войны с сентября 1941 года.
Образец мужества показал в боях 20-21 августа 1942 года на подступах к Сталинграду, в районе села Дубовый Овраг при отражении танковых атак противника, командуя огневым взводом. 21 августа его орудия вели огонь с открытых огневых позиций по наступающим танкам, которые поддерживала авиация. В течение 6 часов вражеская авиация вывела из строя 13 человек расчётов орудий и уничтожила все тягачи. Под прикрытием авиации более 20 танков, расстреливая батарею, приблизились на расстояние 200—300 м. Пренебрегая опасностью, Хвастанцев поднял оставшиеся расчёты и открыл огонь из орудий. Прицельным огнём были подбиты 2 танка, оставшиеся танки приблизились на расстояние 100 м. Кончились снаряды, кругом раненые и убитые, и тогда Хвастанцев принял решение эвакуировать раненых, а сам остался прикрывать их отход. Из противотанкового ружья подбил передний танк, остальные, разбившись на две группы, стали обходить батарею с флангов. Хвастанцев с гранатой в руке бросился на один из танков и подбил его, но не уничтожил. Подбитый танк переехал окоп, в котором находился храбрец, но Михаил метко брошенной гранатой заставил его остановиться. Следующие танки раздавили Героя своими гусеницами.
Похоронен в селе Дубовый Овраг Светлоярского района Волгоградской области.
Отдельным Указом Президиума Верховного Совета СССР «О присвоении звания Героя Советского Союза сержанту Хвастанцеву М. П.» от 2 декабря 1942 года за «образцовое выполнение боевых заданий командования на фронте борьбы с немецкими захватчиками и проявленные при этом отвагу и геройство» удостоен посмертно звания Героя Советского Союза.
Награждён орденом Ленина.
Подвиг героя стал символом мужественной защиты Сталинграда.

## Память

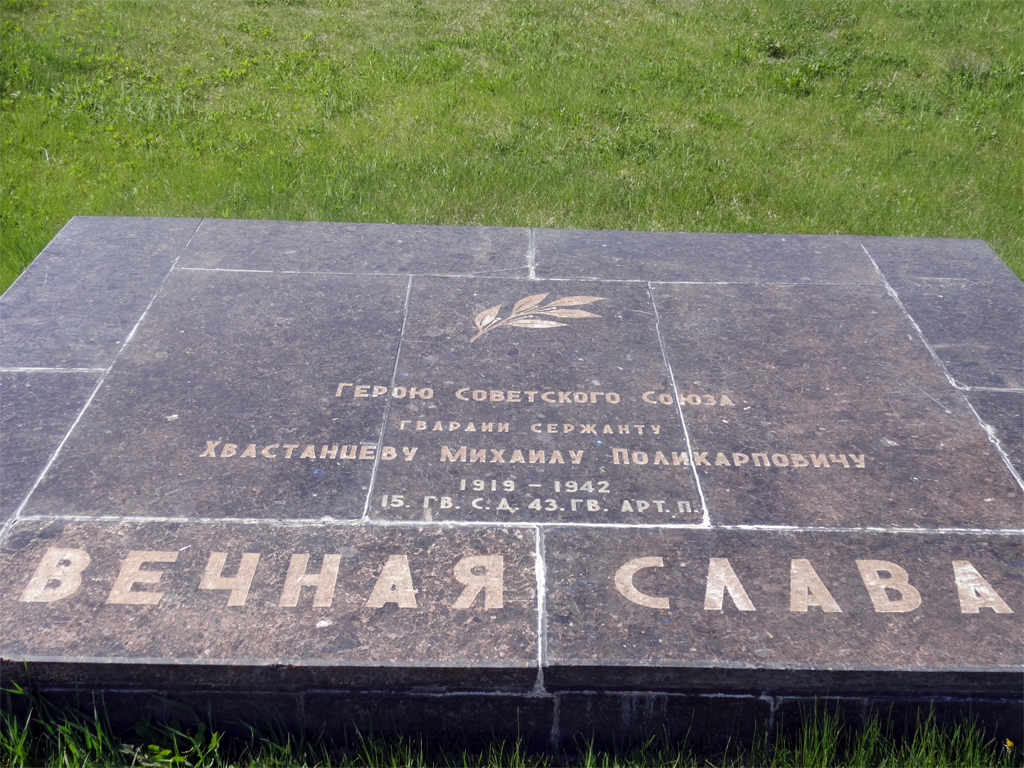
Мемориальная плита М. П. Хвастанцева на Мамаевом кургане в Волгограде

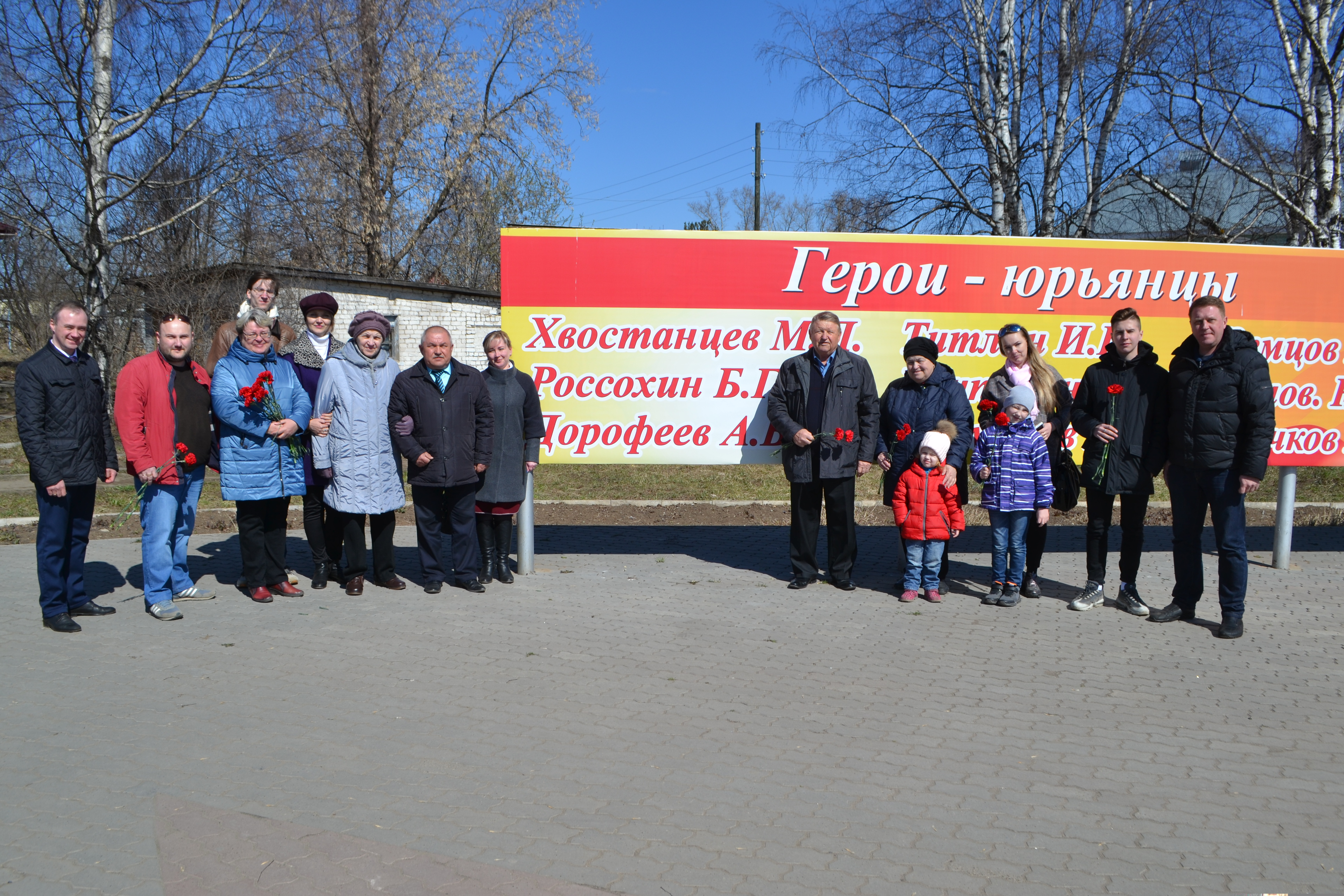
У памятного знака Героям—Юрянцам. Юрья 2019 г.

- Имя Героя высечено золотыми буквами в зале Славы Центрального музея Великой Отечественной войны в Парке Победы города Москва.
- Имя Героя навечно занесено в списки личного состава гвардейского артиллерийского дважды орденоносного полка.
- Орудие имени М. П. Хвастанцева было решено вручить лучшим гвардейцам-артиллеристам.
- Его именем названы улицы в селе Шошино, где он проживал до призыва в армию, в городах Минусинск и Владимир-Волынский Волынской области, а также городе-герое Волгограде.
- В Дубовом Овраге установлен надгробный памятник Герою.
- Фамилия его золотыми буквами высечена на мраморной плите мемориала на историческом Мамаевом кургане.
- В Юрье его имя увековечено на памятном знаке Героям—Юрьянцам.

## Комментарии
1. ↑  Деревня Михоньки, относившаяся к Верховской, в 1920-е годы — к Гороховской волости Орловского уезда, в последующем входила в состав Больше-Скопинского сельсовета Верховинского района, затем — Высоковского сельсовета Юрьянского района Кировской области; упразднена 25.10.1983[1].